# Hóquei Clube de Turquel
O Hóquei Clube de Turquel é um clube português de hóquei em patins, sediado na vila de Turquel no Município de Alcobaça. O clube tem evoluído muito desde os últimos anos, tendo sido criada uma televisão privativa para transmissão dos seus jogos, denominada por "HCTtv", com sinal unicamente via internet, um pavilhão excelente com um piso e um teto novo. A equipa tem evoluído na 1ª Divisão, tendo na época 2013-14 terminado na 6ª posição e apurando-se para a Taça CERS de 2013–14, 20 anos após a última presença na competição. Permaneceu 10 anos consecutivos na 1ª Divisão antes de descer à II Divisão Nacional - Zona Sul no final da temporada 2021/2022. Neste momento encontra-se na luta pela subida ao escalão principal do Hóquei em Patins.

## História do Clube
O clube foi fundado oficialmente a 25 de Junho de 1964.
Na década de 50 viviam-se os anos de ouro do hóquei em patins nacional. Pelo rádio do Sr. António Alves Ribeiro, um dos poucos na região, um grupo de jovens escutava os relatos dos jogos internacionais que, todos os anos pela Páscoa, a selecção nacional disputava no Torneio de Montreaux, na Suíça.
Esses jovens, progressistas, dinâmicos e com vontade de vencer, foram os pioneiros do maior empreendimento desportivo e recreativo jamais conseguido em Turquel.
Entre eles, encontravam-se o Sr. Luís Ribeiro e o Sr. Martinho Ribeiro, na altura com cerca de 15 anos, que tomaram a dianteira do projecto.
De acordo com estes fundadores, a ideia de formar o Hóquei Clube de Turquel surgiu numa altura em que o clube de futebol local passava por sérias dificuldades tais como a desmotivação causada pelos maus resultados.
Influenciados pela “boa saúde” do hóquei em patins nacional e pelo facto de ser necessário um reduzido número de jogadores para formar uma equipa, iniciam-se na modalidade.
Com loureiros fazem sticks e com trapos constróem bolas. No lugar de Pinheiros começam a dar os primeiros passos no hóquei. Mais tarde, num pátio ao ar livre existente onde é agora o Centro Paroquial de Turquel, iniciam-se na patinagem e nas quedas em patins.
No início dos anos 60 começa-se a vislumbrar a concretização do projecto. O Dr. Joaquim Guerra entusiasmou-se com a vontade dos jovens e decidiu apoiá-los. Simultaneamente, a equipa de hóquei ia funcionando, embora não oficialmente. Em 1961 jogaram com o Ginásio de Alcobaça e perderam por 7-1. A equipa era, na altura, constituída por um guarda-redes, Luís Roxo, e por apenas cinco jogadores de campo, Luís Ribeiro, Martinho Ribeiro, Adelino Roxo, Viriato Oliveira e José Mateus. Apesar da derrota ficaram contentes por terem marcado um golo frente a uma equipa que usufruía de condições para a prática do hóquei em patins. A equipa do Turquel disputou este jogou com sticks de infantis, patins em segunda-mão e os restantes materiais construídos por eles. Os fundos para estas coisas eram conseguidos à saída da missa, aos domingos, vendendo bolos às cartas.
Os jogadores do Turquel nunca tinham assistido a um jogo oficial e recorriam, por isso, à imaginação e a um livrinho da Federação Nacional de Patinagem que tinha as regras.
Na edição de Setembro/Outubro de 1962 do jornal local de então, o “Turquelense”, refere-se a inauguração do rinque a 26 de Agosto desse ano. É ao Dr. Joaquim Guerra que se deve a construção.
No dia da inauguração realizou-se um jogo de juniores e um de seniores. Os juniores defrontaram e venceram, por 1-0, uma equipa que se encontrava em colónia de férias na Quinta da Granja. Já os seniores jogaram com a equipa de Alcobaça e perderam por 7-2, sendo os dois golos marcados por Manuel e António Guerra.
Construído o rinque restava a constituição legal do clube. O processo foi moroso e quando foram necessários os documentos, para a constituição do clube, o Sr. Luís Ribeiro tinha apenas 20 anos, para assinar era necessário a maioridade de 21 anos, pelo que teve que abdicar da sua condição de sócio número 1 a favor do Dr. Joaquim Guerra.
A 25 de Junho de 1964 o clube é constituído oficialmente, sendo o presidente o Dr. Joaquim Guerra, o secretário o Sr. Luís Ribeiro e o tesoureiro o Sr. Martinho Ribeiro. O Hóquei Clube de Turquel nos últimos anos tem feito história no hóquei em Patins nacional .

## O Símbolo
A explicação do símbolo pelo Sr. Luís Ribeiro:
"A ideia original foi minha, o desenho do José Mateus. Um dos clubes que me inspirou foi o H.C.S. (Hóquei Clube de Sintra) e H.C.M. (Hóquei Clube de Montreux). O emblema tem na extremidade inferior um bico que lhe dá a firmeza para o fixar à terra, tem depois o contorno lateral, como que construído em aço flexível, que nos dá a ideia de impulso de elevação vertical. Tem mais dois bicos laterais e um na extremidade superior que significam não poder ser atacado pelos flancos nem por cima. Ao mesmo tempo mantêm a elasticidade e flexibilidade, sempre no sentido da elevação do nome do clube e da nossa terra."

## A farda
As cores da farda são baseadas no equipamento dos árbitros do jogo SL Benfica-Tottenham em futebol realizado em 62, ano em que o Benfica se consagrou Campeão Europeu. Jogo a que alguns dos rapazes fundadores assistiram.

## Palmarés do Hóquei Clube de Turquel
- 3 Campeonatos Nacionais: II Divisão, Infantis B e Seniores Femininos;
- Finalista (vencido) da Taça de Portugal 90/91 com o Benfica;
- 8 Presenças na Taça CERS: (1992–93, 1993–94, 2013–14, 2014-15, 2015-16, 2016-17, 2017/2018 e 2018/2019);
- +50 Campeonatos Distritais nos vários escalões;[carece de fontes?]
- 4º lugar no Nacional 1ª Divisão em 92/93 – o melhor de sempre na 1ª Divisão;
- 5º lugar no Nacional 1ª Divisão em 91/92;
- 6º lugar no Nacional da 1ª Divisão de 2013-14;
- António Livramento foi Treinador do HCT durante 5 épocas;
- Atletas HCT Seleção Nacional Seniores:

- António Chambel, António Alegria, Afonso Miranda, Rui Barroso e Artur Pereira;
- Treinador HCT / Seleção Nacional:

- António Livramento
- Massagista HCT/Seleção Nacional:

- Joaquim Furtado
- Atletas formados em Turquel com presenças na Seleção Nacional:

- Horácio Honório, André Luís, Tiago Rafael, Diogo Rafael, João Silva, Pedro Batista, Lucas Honório, Guilherme Duro, Bruna Honório, Gisela Honório, Rute Lopes, Rita Lopes, Sofia Vicente, Inês Vicente e Cláudia Vicente.